# Ibn Hawqal
Mohammed Abul-Kassem ibn Hawqal (arabe محمد أبو القاسم بن حوقل) ou Ibn Haukal, né à Nisibis est un voyageur, chroniqueur et géographe arabe du Xe siècle. Il est l'auteur d'un ouvrage de géographie fameux, « La Configuration de la Terre » (977, Surat al-Ardh, صورة الارض; ). Ses voyages se sont déroulés entre 943 et 969.

## Biographie

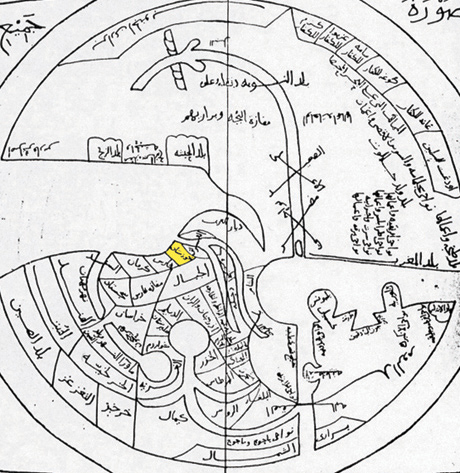
Carte du X dressée par Ibn Hawqal. C'est une carte en T mais avec le sud en haut. On reconnait le Nil en forme de crosse, la Méditerranée à droite, à gauche la mer Rouge, le golfe persique et l'océan Indien ; l'Europe est en bas à droite.

On ne sait de la vie d’Ibn Hawqal que ce que nous en apprend son récit de voyage, qui se présente comme une mise à jour et un développement du Masalik ul-Mamalik d’Istakhri (951). Ce dernier ouvrage était déjà une édition révisée du Suwar al-aqalim d’Ahmed ibn Sahl al-Balkhi, qui écrivait en 921. Bien plus qu'un simple compilateur, Ibn Hawqal a beaucoup voyagé et a abondamment décrit les pays qu'il a visités et les événements dont il a pu être témoin. Pendant 30 ans, il a parcouru les confins de l’Asie et de l’Afrique. L'un de ses voyages l'a même amené jusqu'au 20e parallèle sud le long des côtes d'Afrique Orientale (au niveau de l'actuel Mozambique). Parmi ses principales observations, il releva que des régions que les Grecs supposaient inhabitables (parce que torrides) étaient en réalité fort peuplées.
Ses descriptions précises étaient appréciées des voyageurs. Sa Surat al-Ardh comportait aussi une description d’Al-Andalus, de l’Italie, de la Sicile, et des « pays des Romains », ainsi qu'on appelait l'Empire byzantin dans le monde musulman. On trouve déjà chez Ibn Hawqal la remarque que 360 langues sont parlées au Caucase, l’azéri et le persan servant de lingua franca aux populations de ces régions. Il donne une description de Kiev, et il aurait indiqué la route du Khanat bulgare de la Volga et du pays des Khazars, peut-être grâce aux indications de Sviatoslav de Kiev.
L'ouvrage d’Ibn Hawqal a été publié par M. J. de Goeie (Leyde, 1873). Un résumé anonyme de ce livre avait été compilé dès 1233.